# Pandanus esculentus
Pandanus esculentus är en enhjärtbladig växtart som beskrevs av Ugolino Martelli. Pandanus esculentus ingår i släktet Pandanus och familjen Pandanaceae. Inga underarter finns listade.